# 225-я штурмовая авиационная дивизия
225-я штурмовая авиационная Рижская дивизия (225-я шад), — воинское соединение Вооружённых Сил СССР в Великой Отечественной войне.

## История

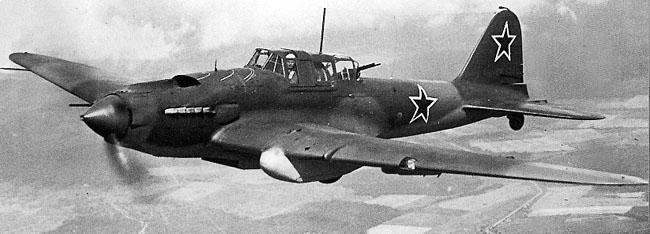
Самолёт Ил-2 стоял на вооружении полков дивизии.

Сформирована 18 мая 1942 года на основании приказа НКО СССР № 0091 от 18.05.1942 г. В состав дивизии вошли 241-й (из состава ВВС 3-й армии) и штурмовые авиационные полки (из состава 7-й ударной авиагруппы), 75 рота связи. Дивизия базировалась в Ефремове Тульской области, 241-й штурмовой авиационный полк составом 11 самолётов Ил-2 (из них 5 неисправных) — свх. Гнилуши, 190-й штурмовой авиационный полк составом 18 самолётов Ил-2 (из них 1 неисправный) — перебазировался с аэродрома Одоево на аэродрома Бабарыкино. Дивизия вошла в состав 2-й воздушной армии Брянского фронта.
В период с 20 мая по 9 июня шесть экипажей Ил-2 из 190-го штурмового авиаполка находились в распоряжении командира 205-й истребительной авиадивизии. С 26 июня в состав дивизии вошел 872-й штурмовой авиационный полк составом 19 исправных самолётов Ил-2. Полк прибыл из 1-й запасной авиабригады ВВС Приволжского военного округа после формирования на аэродром Бабарыкино, 28 июня 1942 года полк перебазировался на аэродром Телегино. 29 июня на аэродром Воронец прибыл 801-й штурмовой авиационный полк составом 20 исправных самолётов Ил-2 из 1-й запасной авиабригады ВВС Приволжского военного округа после формирования. эти полки имели молодой летный состав и были слабо подготовленными к ведению боевых действий.
Дивизия действовала в полосе 13-й и 40-й армий по наступающим танкам, мотомеханизированным колоннам и автомашинам на дорогах в районе Захаровка, Волово, Ледовское, Мелехово, Васильевка. За этот период дивизия выполнила 140 боевых вылетов, уничтожила до 1350 солдат и офицеров противника, 95 танков, 1 бронемашина, 257 автомашин с грузами и войсками, 1 склад и 1 самолет. Свои потери составили 28 самолетов и 8 летчиков. Причиной большиз потерь явилось наряду с прочими также отсутствие истребительного прикрытия. Так, 1 июля 1942 года, при вылете на задание из 18 экипажей возвратилось только 9, а 2 июля из 6 только 3.
6 июля в состав дивизии вошли прибывшие с формирования из 1-й запасной авиабригады ВВС Приволжского военного округа три полка:
- 614-й штурмовой авиационный полк составом 19 исправных самолётов Ил-2, аэродром Лобаново, Степной хутор (с 10 августа);
- 810-й штурмовой авиационный полк составом 20 исправных самолётов Ил-2, аэродром Бабарыкино, Кольцово (с 20 августа);
- 893-й штурмовой авиационный полк составом 22 исправных самолётов Ил-2, аэродром Присады, Степной хутор (с 10 августа);

Прибывшие полки имели молодой летный состав, не имеющего боевого опыта.
Согласно устному распоряжению командующего 2-й воздушной армии 7 июля 1942 года четыре полка (190-й, 241-й, 872-й и 801-й) дивизии переданы в 227-ю штурмовую авиадивизию, а 225-я штурмовая авиационная дивизия вошла в подчинение командующего 1-й истребительной авиационной армией.
С 6 августа в состав дивизии вошел 825-й штурмовой авиационный полк составом 19 исправных самолётов Ил-2. Полк прибыл из 1-й запасной авиабригады ВВС Приволжского военного округа после формирования на аэродром Лобаново.
С 29 июля 1942 дивизия директивой штаба ВВС КА № 340164сс вошла в состав 15-й воздушной армии на Брянском фронте, в октябре 1943 года на 2-м Прибалтийском фронте.
Дивизия участвовала в наступление войск на витебско-полоцком направлении, в Режицко-Двинской и Рижской наступательных операций.
15 октября 1944 года за отличия в боях по освобождению Риги дивизии присвоено почётное наименование «Рижской».
С 30 ноября 1943 года по 4 января 1944 года в оперативное подчинение дивизии был передан 71-й гвардейский штурмовой авиационный полк на Ил-2 для усиления авиационной группировки войск на Северо-Западном направлении и последующем участии в Ленинградско-Новгородской операции.
В 1945 году дивизия принимала участие в блокаде Курляндской группировки противника, с апреля 1945 года в составе Ленинградского фронта.
После войны базировалась в составе 15-й воздушной армии на аэродроме Тукумс Латвийской ССР. Расформирована в октябре 1948 года.

## Состав
- 190-й штурмовой авиационный полк[1] — с 18 мая 1942 года по 7 июля 1942 года. Передан в состав 227-й штурмовой авиационной дивизии.
- 241-й штурмовой авиационный полк[1] — с 18 мая 1942 года по 7 июля 1942 года. Передан в состав 227-й штурмовой авиационной дивизии.
- 872-й штурмовой авиационный полк[1] — с 24 июня 1942 года по 7 июля 1942 года. Передан в состав 227-й штурмовой авиационной дивизии.
- 801-й штурмовой авиационный полк[1] - с 29 июня 1942 года по 7 июля 1942 года. Передан в состав 227-й штурмовой авиационной дивизии.
- 614-й штурмовой авиационный полк[1] — с 6 июля 1942 года по 3 сентября 1943 года. Приказом НКО 266 переименован в 118-й гвардейский штурмовой авиационный полк.
- 893-й штурмовой авиационный полк[1] — с 6 июля 1942 года
- 810-й штурмовой авиационный полк[1] — с 6 июля 1942 года
- 825-й штурмовой авиационный полк[1] — с 6 августа 1942 года по 10 апреля 1943 года.
- 832-й истребительный авиационный полк[4] — с 27 ноября 1942 года по 24 ноября 1943 года. Передан в состав 315-й истребительной авиационной дивизии.
- 783-й штурмовой авиационный полк — с 8 мая 1943 года по 7 января 1944 года. Убыл в состав 199-й штурмовой авиационной дивизии.
- 825-й штурмовой авиационный полк — с 4 июня 1943 года до окончания войны.
- 118-й гвардейский штурмовой авиационный полк — с 3 сентября 1943 года до окончания войны.
- 71-й гвардейский штурмовой авиационный полк - с 30 ноября 1943 года по 4 января 1944 года в оперативное подчинение.

## Боевой состав на 9 мая 1945 года
- 118-й гвардейский штурмовой авиационный полк (Ил-10)
- 810-й штурмовой авиационный полк (Ил-2)
- 825-й штурмовой авиационный полк (Ил-2)

## Подчинение
- С 18 мая 1942 года по 9 июля 1942 года — в составе 2-й воздушной армии Брянского Фронта.
- С 9 июля 1942 года по 29 июля 1942 года — в составе Военно-Воздушных Сил Брянского фронта
- С 29 июля 1942 года по 12 марта 1943 года — в составе 15-й воздушной армии Брянского Фронта.
- С 12 марта 1943 года по 23 марта 1943 года — в составе 15-й воздушной армии Резерва Верховного Главного Командования.
- С 23 марта 1943 года по 27 марта 1943 года — в составе 15-й воздушной армии Брянского фронта.
- С 27 марта 1943 года по 28 марта 1943 года — в составе 15-й воздушной армии Орловского фронта.
- С 28 марта 1943 года по 1 октября 1943 года — в составе 15-й воздушной армии Брянского фронта.
- С 1 октября 1943 года по 20 октября 1943 года — в составе 15-й воздушной армии Прибалтийского Фронта.
- С 20 октября 1943 года по 1 апреля 1945 года — в составе 15-й воздушной армии 2-го Прибалтийского Фронта.
- С 1 апреля 1945 года до окончания войны — в составе 15-й воздушной армии Курляндской Группы Войск Ленинградского Фронта.

## Командиры
- подполковник, с 22.11.1942 г. полковник Обухов, Алексей Филиппович 18.05.1942 — 17.06.1944
- полковник Корпусов, Василий Алексеевич[5] 18.06.1944 — 12.1945

## Участие в операциях и битвах
- Воронежско-Ворошиловградская операция — с 28 июня 1942 года по 24 июля 1942 года.
- Воронежско-Касторненская операция (1943) «Звезда» — с 24 января 1943 года по 2 февраля 1943 года.
- Воздушная операция по уничтожению авиации на аэродромах — с 6 мая 1943 года по 8 мая 1943 года.
- Воздушная операция фронта — с 8 июня 1943 года по 10 июня 1943 года.
- Курская битва — с 5 июля 1943 года по 23 августа 1943 года.
- Орловская стратегическая наступательная операция «Кутузов» — с 12 июля 1943 года по 18 августа 1943 года.
- Брянская операция — с 17 августа 1943 года по 3 октября 1943 года.
- Невельская операция — с 6 октября 1943 года по 10 октября 1943 года.
- Ленинградско-Новгородская операция — с 14 января 1944 года по февраль 1944 года.
- Режицко-Двинская операция — с июля 1944 года по август 1944 года.
- Мадонская операция — с 17 августа 1944 года по 24 августа 1944 года.
- Рижская операция (1944) — с 14 сентября 1944 года по 22 октября 1944 года.
- Прибалтийская операция (1944) — с 14 сентября 1944 года по 24 ноября 1944 года.
- Блокада и ликвидация Курляндской группировки — с 8 октября 1944 года по апрель 1945 года.
- Восточно-Прусская операция (1945) — с 13 января 1945 года по 25 апреля 1945 года.
- Кёнигсбергская операция — с 6 апреля 1945 года по 9 апреля 1945 года.

## Награды и наименования
- Приказом НКО № 266 от 3 сентября 1944 года 614-й «Курский» штурмовой авиационный полк преобразован в 118-й гвардейский «Курский» штурмовой авиационный полк.
- Приказом НКО № 0353 от 31 октября 1944 года на основании Приказа ВГК № 196 от 13 октября 1944 года 225-й штурмовой авиационной дивизии присвоено почётное наименование «Рижская»
- Приказом НКО от 9 августа 1944 года на основании Приказа ВГК № 153 от 27 июля 1944 года 810-му штурмовому авиационному полку присвоено почётное наименование «Режицкий»
- Приказом НКО 614-му штурмовому авиационному полку присвоено почётное наименование «Курский»

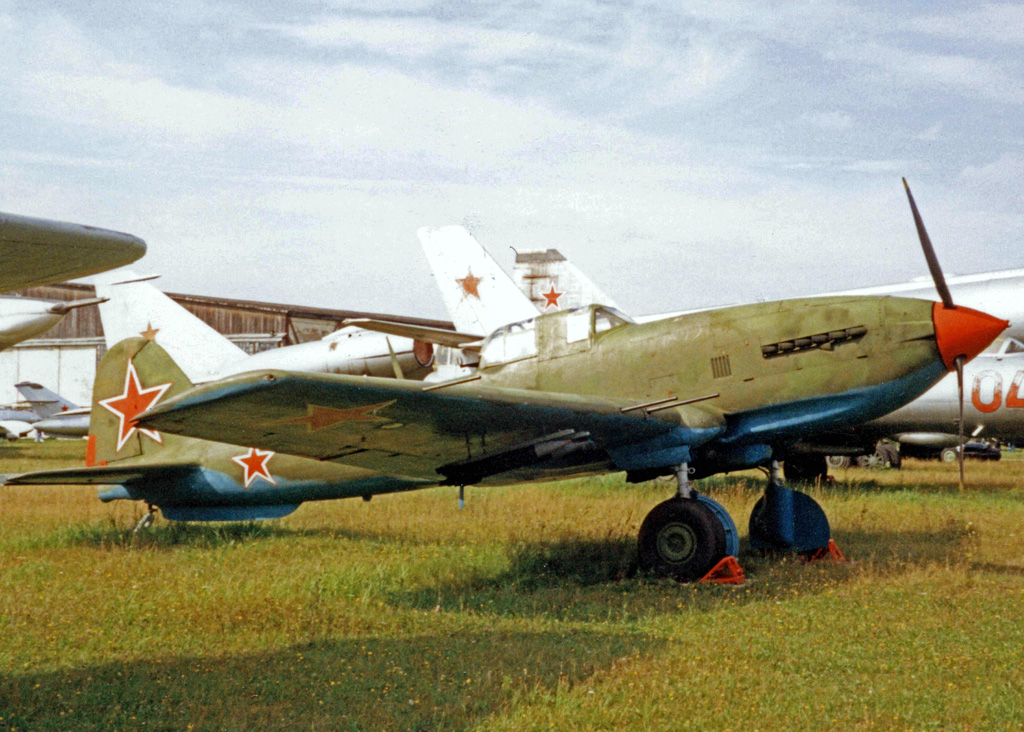
Самолёт Ил-10

## Благодарности Верховного Главнокомандующего
Воины дивизии удостоены Благодарностей Верховного Главнокомандующего:
- Приказом ВГК № 135 от 12 июля 1944 года за овладение городом Идрица.
- Приказом ВГК № 153 от 27 июля 1944 года за овладение городами Даугавпилс (Двинск) и Резекне (Режица).

## Отличившиеся воины
Герои Советского Союза:
- Башарин, Иван Васильевич, старший лейтенант, заместитель командира эскадрильи 810-го штурмового авиационного полка. Золотая Звезда № 4530.
- Козловский, Василий Иванович, капитан, командир эскадрильи 810-го штурмового авиационного полка. Золотая Звезда № 4392.
- Соляников, Анатолий Данилович, старший лейтенант, командир эскадрильи 810-го штурмового авиационного полка . Золотая Звезда № 7798.
- Самохвалов, Иосиф Иванович, капитан, командир эскадрильи 825-го штурмового авиационного полка. Золотая Звезда № 5011.
- Костин, Леонид Николаевич, старший лейтенант, заместитель командира эскадрильи 118-го Гвардейского штурмового авиационного полка. Золотая Звезда № 8567.
- Курилов, Владимир Никонорович, лейтенант, командир звена 810-го штурмового авиационного полка. Золотая Звезда № 7804.
- Курыжов, Давид Константинович, старший лейтенант, заместитель командира эскадрильи 810-го штурмового авиационного полка. Золотая Звезда № 7971.
- Максимча, Иван Васильевич, капитан, командир эскадрильи 810-го штурмового авиационного полка. Золотая Звезда № 8583.
- Мироненко, Алексей Николаевич, старший лейтенант, командир звена 118-го Гвардейского штурмового авиационного полка. Золотая Звезда № 8002.
- Неменко, Степан Алексеевич, майор, заместитель командира 825-го штурмового авиационного полка. Золотая Звезда № 8629.
- Однобоков, Пётр Максимович, старший лейтенант, заместитель командира эскадрильи 118-го Гвардейского штурмового авиационного полка. Золотая Звезда № 8568.
- Полунин, Александр Иванович, старший лейтенант, командир эскадрильи 118-го Гвардейского штурмового авиационного полка. Золотая Звезда № 8569.
- Поющев Алексей Иванович, капитан, командир эскадрильи 118-го гвардейского штурмового авиационного полка. Удостоен звания Герой Советского Союза посмертно.
- Резниченко, Иван Иванович, майор, штурман 810-го штурмового авиационного полка. Золотая Звезда № 7962.
- Соколов, Михаил Егорович, майор, командир эскадрильи 825-го штурмового авиационного полка. Золотая Звезда № 8021.
- Суханов, Виктор Осипович, старший лейтенант, командир эскадрильи 825-го штурмового авиационного полка. Золотая Звезда № 7803.
- Штрякин, Матвей Иванович, лейтенант, командир звена 810-го штурмового авиационного полка. Золотая Звезда № 4199.
- Белоус, Антон Иванович, лейтенант, командир звена 810-го штурмового авиационного полка . Золотая Звезда № 6224.
- Брагин, Алексей Васильевич, лейтенант, командир звена 825-го штурмового авиационного полка. Золотая Звезда № 9095.
- Москвичёв, Виктор Александрович, лейтенант, старший лётчик 825-го штурмового авиационного полка. Золотая Звезда № 9081.